# 格奥尔格·安东·本达
格奥尔格·安东·本达（德語：Georg Anton Benda；1722年6月30日—1795年11月1日），波西米亚作曲家，小提琴家。早年在波茨坦随其兄弗朗兹·本达工作，1749后年到哥达任职终身。与其兄不同，格奥尔格·安东·本达主要是一位声乐作曲家，他的歌剧在当时获得很高的评价。

## 外部連結
- 维基共享资源上的相關多媒體資源：格奥尔格·安东·本达
- 格奥尔格·安东·本达的免费乐谱，由国际乐谱典藏计划提供